# ペーター＝エーリヒ・クレーマー
ペーター＝エーリヒ・「アリ」・クレーマー（Peter-Erich „Ali“ Cremer、1911年3月25日、メッツ-1992年7月5日、ハンブルク）はドイツ海軍の士官である。第二次世界大戦中、Uボートの艦長を務めた。

## 生涯
ペーター＝エーリヒ・クレーマーは1911年3月25日、1918年までドイツ帝国に属していたエルザス＝ロートリンゲンのメッツで生まれた。

### 戦間期
クレーマーはアビトゥーア受験後、グルノーブルで数年間にわたって法学を専攻した。1932年8月にライヒスマリーネの士官候補生に応募する。軽巡洋艦「ケルン」に乗り組み、彼は1932年12月から翌年12月まで世界旅行に参加した。1934年1月1日、二等准尉に任命される。装甲艦「ドイチュラント」における洋上訓練の途中、1935年9月1日に一等准尉、そして「ドイチュラント」での勤務を終えた後の1936年1月1日、少尉に昇進した。

### 第二次世界大戦
その後、クレーマーは海軍砲兵隊勤務を経て砲術士官・哨戒士官たる中尉（1937年10月1日以降）として駆逐艦「テオドール・リーデル」に配属された。1940年2月1日、大尉に昇進するとその10日後には二級鉄十字章を授かる。同年4月9日、クレーマーは「テオドール・リーデル」に乗り組みヴェーザー演習作戦の一環であるトロンハイム占領に参加した。
1940年8月、クレーマーはUボート部隊に志願する。訓練艦「U 152」で相応の訓練を受け、1941年1月29日から7月21日まで同艦の指揮を執った後、8月25日には「U 333」の艦長に就任した。「U 333」はVIIC型Uボートであり、IIB型である「U 152」と比べてかなり大きかった。彼はその司令塔に、「3匹の小魚」の紋章をあしらった。初の哨戒で、「U 333」は連合国のON 53船団とON 54船団への攻撃に参加している。クレーマーはギリシャの汽船とノルウェーの商船各1隻を撃沈した。さらにドイツの船、「シュプレーヴァルト」を誤って雷撃している。

#### シュプレーヴァルト事件
「シュプレーヴァルト」は封鎖突破船であり、天然ゴム、錫、タングステンとキニーネを積んでボルドーへ向かっていた。この目的のため同船は様々な偽名を使用しており、ノルウェーの貨物船「エルク」やイギリスの貨物船「ブリタニー」その他に偽装していた。クレーマーは「シュプレーヴァルト」をイギリス船と認識し、電池魚雷2本をもって撃沈し、「（前略）8,000総トンの貨客船を撃沈…（中略）…恐らく弾薬を積載しており、2本目の命中後に大爆発を起こした（後略）」と打電した。しかし「シュプレーヴァルト」の総トン数は5,083トンに留まる 。ドイツ人乗組員60名の内、生存者は25名であった。「シュプレーヴァルト」が仮装巡洋艦「コルモラン」から引き取っていたイギリス軍の捕虜86名の内、生存したのは60名であった。クレーマーはロリアンに到着した後、即座に逮捕され、軍法会議にかけられた。あらゆる事実関係が審議され、デーニッツ中将の娘婿であり、司令部の幕僚でもあるギュンター・へスラー少佐が介入した後、クレーマーは無罪となった。「シュプレーヴァルト」が本来の推定位置になかったため、クレーマーは重大な責任を負わないというのがその理由である。「シュプレーヴァルト」の喪失に繋がった様々な理由は機密とされた。

#### その後の哨戒
2回目の哨戒に出て間もなく、「U 333」は潜望鏡深度に就いていた時、タンカーに乗り上げられて著しく損傷した。しかしクレーマーは航行を続けることができ、3隻の撃沈と1隻の損傷を果たす。後者、アメリカのタンカー「ジャワ・アロー」の乗組員は魚雷1本の命中を受けて船から退避したが、後に戻って修理を行い、同船の耐航性を回復することができた。艦長としての2回目の作戦から帰還した後の1942年6月5日、クレーマーは騎士鉄十字章を授与された。この時点でクレーマーは7隻の敵船、合計21,790総トンを撃沈していたのである。その報告の中で彼は成功を明らかに過大評価しており、56,800トンの撃沈を申告していた。4回目の作戦で「U 333」は1942年10月6日、シエラレオネのフリータウン近海に置いてイギリスのコルヴェット「クローカス」と交戦した。双方とも長い砲撃戦の末に衝突し、損傷を被る。さらに、いずれの乗組員も死傷した。クレーマーも重傷を負い、艦の指揮権の委譲を余儀なくされている。長期間にわたる入院と、Uボート艦隊司令官の次席幕僚としての勤務を経て再び「U 333」の指揮にようやく復帰できたのは、1943年5月18日のことであった。1944年7月、ハンス・フィードラー大尉に艦の指揮を引き継ぐまで、彼はなお4回の哨戒に出ている。1944年7月に少佐に昇進したクレーマーは同年11月、新しいXXI型Uボート、「U 2519」を就役させた。しかし同艦は様々な欠陥により作戦に投入されることはなく、1945年5月3日、乗組員の手によりキールで自沈している。

#### 評価
クレーマーは、第二次世界大戦を生き延びた数少ないUボート艦長の一人である。極めて困難な状況下におけるその幸運と辣腕により、彼は程なくして部下たちから「アリ・クレーマーは、生命保険とほぼ同じだ」と言われるようになった。クレーマーの能力について、現在の見方は二分している。イギリスの軍事小説家、バーナード・アイルランドは、クレーマーを有能なUボート艦長からは程遠い人物でありながらも、生存の達人（「survivor」）として描いている。アイルランドはクレーマーが引き起こした様々な衝突をほとんど彼の責任とし、その戦術的判断も疑問視している。例えば無駄に長い潜航時間は、探し求めていた船団との触接を失わせた他、攻撃において繰り返した判断ミスにより、艦をたびたび不要に危険に晒したとする。イギリスの軍事史家、クレイ・ブレアはクレーマーを勇敢、明敏で攻撃的な艦長と描写し、Uボート司令部に申告した数字よりも明らかに少ないとはいえ、沈めたトン数よりも、主にこれらの特質を理由として騎士鉄十字章を授かったとしている。

#### 陸上勤務
Uボート戦が頓挫したと見なされた1945年4月、クレーマーは短期間、海軍の戦車駆逐部隊を指揮した。1945年4月25日の国防軍軍報によれば、「わずか数日の間に戦車24両を破壊」している。終戦時、クレーマーはミュルヴィーク特別区で元Uボート乗組員から構成され、デーニッツ元帥を護衛していた兵力400名の衛兵大隊の指揮官であった。

### 戦後
戦争が終わるとクレーマーはイギリス軍の捕虜となったが、1か月後には釈放された。捕虜生活の後、引退するまでハンブルクの大企業の社長として働く。1985年、ロタール＝ギュンター・ブーフハイムの同名小説に基づくヴォルフガング・ペーターゼン監督の映画、『U・ボート』のテレビドラマ版放送に際してクレーマーは「ディー・ヴェルト」紙上で意見を表明した。3部に分かれたこのドラマシリーズを、彼はUボート戦が「実際にどうであったのか」表現する上で、リアルで適切であると評価した。こうして彼は同様の発言をした「U 711」の元艦長、ハンス＝ギュンター・ランゲとともに、議論を呼んだ小説の映画化にあたって沸き起こった「ブーフハイム論争」の主導者、カール＝フリードリヒ・メルテンその他の者の見解に反することとなる。1986年には海軍関連の題材に特化した小説家、フリッツ・ブルスタット＝ナーファルとともに自身の従軍体験に関する本を出版した。さらに、この本によって「シュプレーヴァルト」撃沈にまつわる諸事情の全体的な事実が初めて公になった 。『 Ali Cremer: U 333』（邦題：Uボート・コマンダー―潜水艦戦を生きぬいた男）はウルシュタイン出版社から発行され、同年の第2版で文庫本として出版されている。1993年には第3版が発行された。同書はデンマーク語に翻訳されて版を重ね、様々な表題で英訳版も出版されている。

## 表彰
- 二級鉄十字章：1940年2月10日
- Uボート戦闘章：1940年2月10日
- 一級鉄十字章：1940年2月11日
- 駆逐艦戦闘章：1940年10月19日
- 戦傷章（黒章）：1942年11月11日
- 戦傷章（銀章）：1942年-1943年
- 騎士鉄十字章：1942年6月5日
- Uボート前線章：1944年9月27日

## 文献
- Luc Bauer: Combat : Mer, Tome 4 : U-Boote : Peter Cremer, commandant du U-333 : le survivant. Zéphyr Editions, 2013, ISBN 978-2-36118-105-5.
- Fritz Brustat-Naval（ドイツ語版）: Ali Cremer: U 333. Ullstein Verlag, Berlin, August 1986, ISBN 3-548-33074-6.

## 『Ali Cremer:U 333』の他言語版
- U333 The Story of a U-boat Ace. The Bodley Head Ltd, London 1984, ISBN 0-370-30545-0.
- U-Boat Commander: A Periscope View of the Battle of the Atlantic. US Naval Institute Press, Annapolis 1984, ISBN 0-87021-969-3.
- U-Boat Commander: A Periscope View of the Battle of the Atlantic. Oxford 1984.
- U 333, Peter Cremer. Kopenhagen 1988.
- 『Uボート・コマンダー―潜水艦戦を生きぬいた男』、早川書房、1988年、ISBN 4152033606

## 著述
Terence Robertson: Jagd auf die „Wölfe“: Der dramat. Kampf d. brit. U-Boot-Abwehr im Atlantik. Stalling, Oldenburg 1960の前書き。

## 典拠
1. ↑  Rainer Busch, Hans-Joachim Röll: Der U-Boot-Krieg 1939–1945. Band 1: Die deutschen U-Boot-Kommandanten. E. S. Mittler und Sohn, Hamburg u. a. 1996, ISBN 3-8132-0490-1, p.46.
2. ↑  Georg Högel: Embleme, Wappen, Malings deutscher U-Boote 1939–1945. 5. Auflage. Koehlers Verlagsgesellschaft, Hamburg 2009, ISBN 978-3-7822-1002-7, p.92.
3. ↑  Chronik des Seekrieges 1939–1945、1942年1月の記録より（ドイツ語）。
4. ↑  Michael Gannon: Operation Paukenschlag Der deutsche U-Boot-Krieg gegen die USA. Bechtermünz Verlag in Lizenz Ullstein Verlag, Augsburg 1997, ISBN 3-86047-905-9, p.301–302.
5. 1 2 3  Rainer Busch, Hans-Joachim Röll: Der U-Boot-Krieg 1939–1945. Band 3: Deutsche U-Boot-Erfolge von September 1939 bis Mai 1945. E. S. Mittler und Sohn, Hamburg u. a. 2001, ISBN 3-8132-0513-4, p.172–173.
6. 1 2  Clay Blair（英語版）: Der U-Boot-Krieg. Band 1: Die Jäger, 1939–1942. Heyne, München 1998, ISBN 3-453-12345-X, p.554–556.
7. 1 2  Bernard Ireland（英語版）: Battle of the Atlantic. Naval Institute Press, Annapolis 2003, ISBN 1-59114-032-3, p.103–104.
8. 1 2  Clay Blair（英語版）: Der U-Boot-Krieg. Band 1: Die Jäger, 1939–1942. Heyne, München 1998, ISBN 3-453-12345-X, p.636–638.
9. ↑  Richard Snow: A Measureless Peril: America in the Fight for the Atlantic, the Longest Battle of World War II. Scribner, 2011, ISBN 978-1-4165-9111-5, S.42 (該当ページ, p. 42, - Google ブックス)
10. ↑  Peter Padfield: Dönitz. Des Teufels Admiral. Ullstein Verlag, Frankfurt u. a. 1984, ISBN 3-550-07956-7, S.474.
11. ↑  Michael L. Hadley: Der Mythos der deutschen U-Bootwaffe. E. S. Mittler & Sohn, Hamburg u. a. 2001, ISBN 3-8132-0771-4, p.138.
12. ↑  Jürgen Schlemm: Der U-Boot-Krieg 1939–1945 in der Literatur eine kommentierte Bibliographie. Elbe-Spree-Verlag, Hamburg 2000, ISBN 3-931129-24-1, p.36.